# Élections législatives de 1988 en Corrèze
Les élections législatives françaises de 1988 se déroulent les 5 et 12 juin 1988. Dans le département de la Corrèze, trois députés sont à élire dans le cadre de trois circonscriptions.

## Élus
| Circonscription | Député sortant        | Parti                 | Parti                 | Député élu ou réélu | Parti | Parti |
| --------------- | --------------------- | --------------------- | --------------------- | ------------------- | ----- | ----- |
| 1re             | Scrutin proportionnel | Scrutin proportionnel | Scrutin proportionnel | François Hollande   |       | PS    |
| 2e              | Scrutin proportionnel | Scrutin proportionnel | Scrutin proportionnel | Jean Charbonnel     |       | RPR   |
| 3e              | Scrutin proportionnel | Scrutin proportionnel | Scrutin proportionnel | Jacques Chirac      |       | RPR   |

## Positionnement des partis
L'UDF et le RPR se présentent unis sous l'étiquette « Union du Rassemblement et du Centre » tandis que les candidats du Parti socialiste se rangent sous la bannière de la « Majorité présidentielle pour la France unie », slogan de la campagne présidentielle de François Mitterrand.

## Résultats

### Résultats à l'échelle du département
| Parti          | Parti                               | Premier tour | Premier tour | Second tour | Second tour | Sièges |
| Parti          | Parti                               | Voix         | %            | Voix        | %           | Sièges |
| -------------- | ----------------------------------- | ------------ | ------------ | ----------- | ----------- | ------ |
|                | Rassemblement pour la République    | 68 670       | 47,68        | 49 794      | 48,73       | 2      |
|                | Union du Rassemblement et du Centre | 68 670       | 47,68        | 49 794      | 48,73       | 2      |
|                |                                     |              |              |             |             |        |
|                | Parti socialiste                    | 41 902       | 29,10        | 52 591      | 51,37       | 1      |
|                | La France unie                      | 41 902       | 29,10        | 52 591      | 51,37       | 1      |
|                |                                     |              |              |             |             |        |
|                | Parti communiste français           | 28 806       | 20,00        | Retrait     | Retrait     | 0      |
|                | Front national                      | 4 633        | 3,22         |             |             | 0      |
|                |                                     |              |              |             |             |        |
| Inscrits       | Inscrits                            | 185 097      | 100,00       | 128 062     | 100,00      | 3      |
| Abstentions    | Abstentions                         | 38 448       | 20,77        | 22 371      | 17,47       |        |
| Votants        | Votants                             | 146 649      | 79,23        | 105 691     | 82,53       |        |
| Blancs et nuls | Blancs et nuls                      | 2 638        | 1,8          | 3 306       | 3,13        |        |
| Exprimés       | Exprimés                            | 144 011      | 98,2         | 102 385     | 96,87       |        |

### Résultats par circonscription

#### Première circonscription (Tulle)
| Candidat       | Candidat                | Parti          | Premier tour | Premier tour | Second tour | Second tour |  |
| Candidat       | Candidat                | Parti          | Voix         | %            | Voix        | %           |  |
| -------------- | ----------------------- | -------------- | ------------ | ------------ | ----------- | ----------- |  |
|                | Raymond-Max Aubert      | RPR (URC)      | 20 401       | 39,88        | 24 618      | 46,09       |  |
|                | François Hollande élu   | PS             | 14 786       | 28,9         | 28 793      | 53,91       |  |
|                | Jean Combasteil         | PCF            | 14 596       | 28,53        | Retrait     | Retrait     |  |
|                | Marie-Madeleine Bonneau | FN             | 1 377        | 2,69         |             |             |  |
|                |                         |                |              |              |             |             |  |
| Inscrits       | Inscrits                | Inscrits       | 66 735       | 100,00       | 66 717      | 100,00      |  |
| Abstentions    | Abstentions             | Abstentions    | 14 551       | 21,8         | 11 544      | 17,3        |  |
| Votants        | Votants                 | Votants        | 52 184       | 78,2         | 55 173      | 82,7        |  |
| Blancs et nuls | Blancs et nuls          | Blancs et nuls | 1 024        | 1,96         | 1 762       | 3,19        |  |
| Exprimés       | Exprimés                | Exprimés       | 51 160       | 98,04        | 53 411      | 96,81       |  |

#### Deuxième circonscription (Brive-la-Gaillarde)
| Candidat       | Candidat                     | Parti          | Premier tour | Premier tour | Second tour | Second tour |  |
| Candidat       | Candidat                     | Parti          | Voix         | %            | Voix        | %           |  |
| -------------- | ---------------------------- | -------------- | ------------ | ------------ | ----------- | ----------- |  |
|                | Jean Charbonnel élu          | RPR (URC)      | 20 894       | 45,73        | 25 176      | 51,41       |  |
|                | Jean-Claude Cassaing sortant | PS             | 15 522       | 33,97        | 23 798      | 48,59       |  |
|                | Jacques Chaminade            | PCF            | 6 716        | 14,7         |             |             |  |
|                | Gilles du Verdier            | FN             | 2 560        | 5,6          |             |             |  |
|                |                              |                |              |              |             |             |  |
| Inscrits       | Inscrits                     | Inscrits       | 61 362       | 100,00       | 61 345      | 100,00      |  |
| Abstentions    | Abstentions                  | Abstentions    | 14 678       | 23,92        | 10 827      | 17,65       |  |
| Votants        | Votants                      | Votants        | 46 684       | 76,08        | 50 518      | 82,35       |  |
| Blancs et nuls | Blancs et nuls               | Blancs et nuls | 992          | 2,12         | 1 544       | 3,06        |  |
| Exprimés       | Exprimés                     | Exprimés       | 45 692       | 97,88        | 48 974      | 96,94       |  |

#### Troisième circonscription (Ussel)
|                | Jacques Chirac sortant réélu | RPR (URC)      | 27 375 | 58,05  |  |  |  |
|                | Yvon Gourhand                | PS             | 11 594 | 24,58  |  |  |  |
|                | Christian Audouin            | PCF            | 7 494  | 15,89  |  |  |  |
|                | Annette Laborie              | FN             | 696    | 1,48   |  |  |  |
|                |                              |                |        |        |  |  |  |
| Inscrits       | Inscrits                     | Inscrits       | 57 000 | 100,00 |  |  |  |
| Abstentions    | Abstentions                  | Abstentions    | 9 219  | 16,17  |  |  |  |
| Votants        | Votants                      | Votants        | 47 781 | 83,83  |  |  |  |
| Blancs et nuls | Blancs et nuls               | Blancs et nuls | 622    | 1,3    |  |  |  |
| Exprimés       | Exprimés                     | Exprimés       | 47 159 | 98,7   |  |  |  |